# سیارک ۷۳۸۷
سیارک ۷۳۸۷ (به انگلیسی: 7387 Malbil، نامگذاری:1982BS1) هفت هزار و سیصد و هشتاد و هفتمین سیارک کشف شده‌است که در ۳۰ ژانویه ۱۹۸۲ کشف شد.
قدر مطلق سیارک برابر ۱۳٫۴۰ است.